# Исландски език
Исландският език (íslenska) е северногермански език, говорен от над 300 хил. души в Исландия. Той е индоевропейски език, принадлежащ към северногерманския или нордически клон на германските езици. Исторически исландският е бил най-западния от индоевропейските езици преди колонизацията на Америките. Исландски, фарьойски, норн и западен норвежки съставят западнонордическата група; датски, източно норвежки и шведски съставят източнонордическата група.
Повечето западноевропейски езици значително са намалили нивата на инфлексия, най-вече склонение на падежи. За разлика от тях, исландският запазва синтетична система от четири падежа, подобна, но значително по-консервативна и синтетична, на тази в немския език. Исландският се отличава с широк асортимент от неправилни склонения. Консерватизмът на исландския език и произтичащият му изоморфизъм със нордическия език (който еквивалентно бива наричан от лингвисти староисландски) означава, че съвременните исландци лесно могат да четат Едите, сагите и други класически нордически литературни творби, сътворени през X — XIII в.
По-голямата част от говорещите исландски – около 320 000 – живеят в Исландия. Повече от 8000 говорещи исландски живеят в Дания, от които приблизително 3000 са студенти. Езикът също така е говорен и от 5000 души в Съединените щати и от повече от 1400 души в Канада, най-вече в провинцията Манитоба.
Докато 97% от населението на Исландия счита исландския за свой майчин език, езикът намалява в някои общества извън страната, най-вече в Канада. Говорещите исландски извън Исландия представляват скорошна емиграция в почти всички случаи, освен Гимли, Манитоба.

## История
Най-старите запазени текстове на исландски са написани около 1100 г. Голяма част от текстовете се основават на поезия и закони, традиционно запазени устно. Най-известните от текстовете, които са написани в Исландия от XII век нататък, са исландските саги. Те се състоят от исторически произведения и едически поеми. Езикът на сагите е староисландски, западен диалект на нордическия език. Датското присъствия в Исландия от 1380 до 1918 оказва голямо влияние в еволюцията на исландския език. Макар и по-древен от останалите живи германски езици, исландският се променя значително в произношението от XII до XVI век, особено при гласните (по-специално, а, æ, au и y/ý).

## Фонология

### Съгласни
|           | Устени | Предноезични | Небни    | Заднонебни | Гласилкови |
| --------- | ------ | ------------ | -------- | ---------- | ---------- |
| Носови    | (m̥) m  | (n̥) n        | (ɲ̊) (ɲ)  | (ŋ̊) Гласни |            |
| Преградни | pʰ p   | tʰ t         | (cʰ) (c) | kʰ k       |            |
| Странични |        | (l̥) l        |          |            |            |
| Ротически |        | (r̥) r        |          |            |            |

### Гласни
|                 | предни   | предни | задни |
| равни           | заоблени |        | задни |
| --------------- | -------- | ------ | ----- |
| затворени       | i        | u      |       |
| полузатворени   | ɪ        | ʏ      |       |
| средно отворени | ɛ        | œ      | ɔ     |
| отворени        | a        | a      | a     |

|          | предни  | задни |
| -------- | ------- | ----- |
| средни   | ei • øy | ou    |
| отворени | ai      | au    |

## Правопис
| главни букви | главни букви | главни букви | главни букви | главни букви | главни букви | главни букви | главни букви | главни букви | главни букви | главни букви | главни букви | главни букви | главни букви | главни букви | главни букви | главни букви | главни букви | главни букви | главни букви | главни букви | главни букви | главни букви | главни букви | главни букви | главни букви | главни букви | главни букви | главни букви | главни букви | главни букви | главни букви |
| ------------ | ------------ | ------------ | ------------ | ------------ | ------------ | ------------ | ------------ | ------------ | ------------ | ------------ | ------------ | ------------ | ------------ | ------------ | ------------ | ------------ | ------------ | ------------ | ------------ | ------------ | ------------ | ------------ | ------------ | ------------ | ------------ | ------------ | ------------ | ------------ | ------------ | ------------ | ------------ |
| A            | Á            | B            | D            | Ð            | E            | É            | F            | G            | H            | I            | Í            | J            | K            | L            | M            | N            | O            | Ó            | P            | R            | S            | T            | U            | Ú            | V            | X            | Y            | Ý            | Þ            | Æ            | Ö            |
| малки букви  |              |              |              |              |              |              |              |              |              |              |              |              |              |              |              |              |              |              |              |              |              |              |              |              |              |              |              |              |              |              |              |
| a            | á            | b            | d            | ð            | e            | é            | f            | g            | h            | i            | í            | j            | k            | l            | m            | n            | o            | ó            | p            | r            | s            | t            | u            | ú            | v            | x            | y            | ý            | þ            | æ            | ö            |